# AlphaTauri AT01
El AlphaTauri AT01, o AT02, es un monoplaza diseñado para competir en la temporada 2020 de Fórmula 1, el primero de la Scuderia AlphaTauri bajo esta nomenclatura. La unidad de potencia, el sistema de transmisión de ocho velocidades y el sistema de recuperación de energía son los mismos usados por Red Bull Racing. Fue manejado inicialmente por Pierre Gasly y Daniil Kvyat.

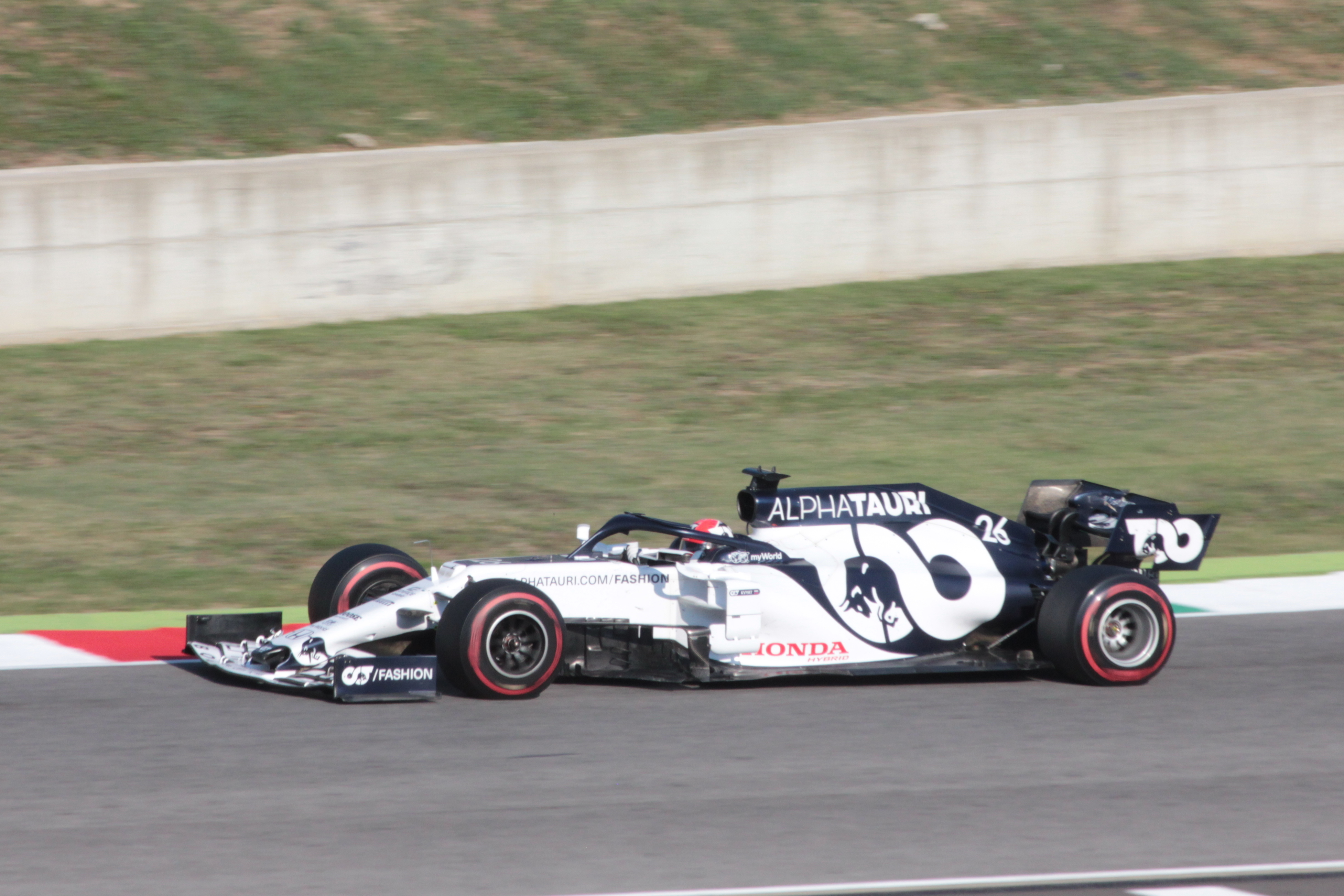
Daniil Kvyat a bordo del AT01 durante el Gran Premio de la Toscana de 2020.

Fue presentado el 14 de febrero de 2020 en Salzburgo, Austria, y probado por primera vez el día siguiente en un filming day en Misano World Circuit Marco Simoncelli.
En 2021 lo conducirá Gasly y el debutante absoluto Yuki Tsunoda, tercero en la Fórmula 2 2020. El chasis fue presentado el 19 de febrero de 2021 en línea.

## Resultados
(Clave) (negrita indica pole position) (cursiva indica vuelta rápida)

| Año     | Motor                 | Neu. | N.º | Pilotos      | 1   | 2   | 3   | 4   | 5   | 6   | 7   | 8   | 9   | 10  | 11  | 12  | 13  | 14  | 15  | 16  | 17  | 18  | 19  | 20  | 21  | 22  | Puntos | Pos. |
| ------- | --------------------- | ---- | --- | ------------ | --- | --- | --- | --- | --- | --- | --- | --- | --- | --- | --- | --- | --- | --- | --- | --- | --- | --- | --- | --- | --- | --- | ------ | ---- |
| 2020    | Honda RA620H V6 Turbo | P    |     |              | AUT | EST | HUN | GBR | 70A | ESP | BEL | ITA | TOS | RUS | EIF | POR | EMI | TUR | BHR | SAK | ABU |     |     |     |     |     | 107    | 7.º  |
| 2020    | Honda RA620H V6 Turbo | P    | 10  | Pierre Gasly | 7   | 15  | Ret | 7   | 11  | 9   | 8   | 1   | Ret | 9   | 6   | 5   | Ret | 13  | 6   | 11  | 8   |     |     |     |     |     | 107    | 7.º  |
| 2020    | Honda RA620H V6 Turbo | P    | 26  | Daniil Kvyat | 12† | 10  | 12  | Ret | 10  | 12  | 11  | 9   | 7   | 8   | 15  | 19  | 4   | 12  | 11  | 7   | 11  |     |     |     |     |     | 107    | 7.º  |
| 2021    | Honda RA621H V6 Turbo | P    |     |              | BHR | EMI | POR | ESP | MON | AZE | FRA | EST | AUT | GBR | HUN | BEL | NED | ITA | RUS | TUR | USA | MEX | SÃO | QAT | ARA | ABU | 142    | 6.º  |
| 2021    | Honda RA621H V6 Turbo | P    | 10  | Pierre Gasly | 17† | 7   | 10  | 10  | 6   | 3   | 7   | Ret | 9   | 11  | 5   | 6   | 4   | Ret | 13  | 6   | Ret | 4   | 7   | 11  | 6   | 5   | 142    | 6.º  |
| 2021    | Honda RA621H V6 Turbo | P    | 22  | Yuki Tsunoda | 9   | 12  | 15  | Ret | 16  | 7   | 13  | 10  | 12  | 10  | 6   | 15  | Ret | DNS | 17  | 14  | 9   | Ret | 15  | 13  | 14  | 4   | 142    | 6.º  |
| Fuente: |                       |      |     |              |     |     |     |     |     |     |     |     |     |     |     |     |     |     |     |     |     |     |     |     |     |     |        |      |

### Citas
1. ↑  «AT02 FIRE UP: 8D AUDIO». Scuderia AlphaTauri (en inglés). Scuderia AlphaTauri S.p.A. 15 de febrero de 2021. Consultado el 19 de febrero de 2021.
2. 1 2  «AT01». Scuderia AlphaTauri (en inglés). Scuderia AlphaTauri S.p.A. Consultado el 23 de febrero de 2020.
3. ↑  Mancebo, Adrián (14 de febrero de 2020). «Presentación Alpha Tauri AT01: Un “nuevo” equipo en la F1». AutoBild. Consultado el 23 de febrero de 2020.
4. ↑  Delgado Martínez, Alejandro (14 de febrero de 2020). «Alpha Tauri presenta su nuevo monoplaza para 2020: el AT01». F1AlDía.com. Consultado el 23 de febrero de 2020.
5. ↑  Marchi, Fabio (15 de febrero de 2020). «El AT01 de Alpha Tauri se estrena rodando en Misano». Mundo Deportivo. Consultado el 23 de febrero de 2020.
6. ↑  «2020 & 2021 FIA FORMULA ONE WORLD CHAMPIONSHIP ENTRY LIST». Fédération Internationale de l'Automobile (en inglés). Consultado el 4 de febrero de 2021.
7. ↑  Canseco, Marco (4 de febrero de 2021). «AlphaTauri presentará su AT02, el 19 de febrero». Marca. Consultado el 4 de febrero de 2021.
8. ↑  «AlphaTauri AT01 • STATS F1». STATS F1. Consultado el 5 de julio de 2020.

- Datos: Q84845605
- Multimedia: AlphaTauri AT01 / Q84845605